# Пилцама (река)
Пилцама (ест. Põltsamaa jõgi) трећа је река по дужини у Естонији. Свој ток започиње у североисточном делу земље, на побрђу Пандивере, углавном тече у смеру југа и након 135 km тока улива се у реку Педју као њена десна пртока, свега 4 km узводно од њеног ушћа у реку Емајиги. Припада басену Чудско-псковског језера, односно Финског залива Балтичког мора.
Површина сливног подручја Педје је око 1.310 km², док је укупан пад корита 71 метар.
Највеће градско насеље кроз које протиче Пилцама је истоимени градић Пилцама.